# Nomisma

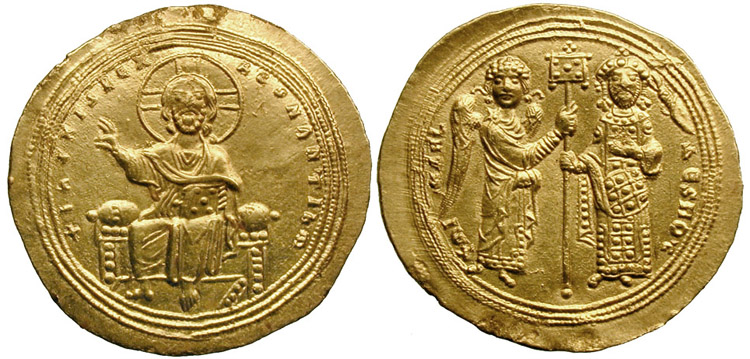
Nomisma de Miquel V

El nomisma era una moneda d'or, hereva del solidus, encunyada a l'Imperi Romà d'Orient fins a la reforma monetària d'Aleix I Comnè de 1092, que va ser de curs legal també a Roma. Va ser el nom de moneda més forta de l'imperi. El seu nom va donar origen a la paraula numismàtica.

## Les devaluacions del nomisma, de mitjan s.X al s.XI
La primera reforma monetària que va afectar el nomisma va tenir lloc durant el regnat de Nicèfor II (963-969): el pes de la peça va passar de 4,5 grams d'or a 4,13 grams i el diàmetre de 20 a 18,5 mil·límetres. La nova peça es va dir nómisma tetartiron (νόμισμα τεταρτηρόν, «quarta part»). L'anterior nomisma (4,5 grams) va prendre llavors el nom de nomisma histamenon (νόμισμα ἱστάμενον, «moneda estàndard», derivat del grec ἱστός, istos, «capa prima»). El motiu per aquesta reforma monetària ha estat tema de debat: potser es tractava de facilitar el comerç amb els àrabs, els quals feien servir el dinar una moneda de pes semblant a l'histamenon. Segons la historiadora Cecile Morrisson, la creació d'una peça de menor valor és el senyal d'una expansió en els intercanvis comercials. L'antic cronista Joan Zonaràs, explicava que es va fer per augmentar els ingressos a les arques de l'Estat, ja que mentre les taxes s'havien de pagar emprant l'histamenon, els pagaments de l'Estat es feien emprant el tetartèron, que oficialment eren monedes equivalents.
El valor d'un nomisma va esdevenir constant fins a Constantí IX (1042-1055). Durant el regnat d'aquest emperador el valor va passar del 93% al 81% i el del tetartèron del 93% al 72%, cosa que correspon a una devaluació de l'1% per any durant tot el seu regnat. El motiu encara no ha quedat aclarit, segons el cronista Miquel Psel·los, l'origen de la devaluació va ser la mala gestió del tresor imperial per part de Constantí. Però segons els historiadors actuals, la idea va ser augmentar l'oferta de diners per satisfer les necessitats de l'Estat.
Un segon episodi de forta devaluació va tenir lloc sota els emperadors Romà IV Diògenes (1067 - 71) i Nicèfor III Botaniates (1078-1081): la peça va passar llavors a tenir tan poca quantitat d'or que tenia color blanc en lloc de daurat. Però aquesta vegada va sorgir per una necessitat imposada per un context difícil: s'havia perdut una gran part del territori a l'Àsia Menor, les incursions dels turcs i els normands van incitar els romans d'Orient a amagar els seus tresors, mentre que l'Estat buscava amb què pagar els mercenaris i deutes de guerra. Com narren a les seves cròniques Nicèfor Breenni i Anna Comnena, les caixes de l'Estat estaven buides, i d'aquí va sorgir la necessitat de reduir el percentatge d'or en les peces.
Inicialment, les dues monedes de nomisma (histàmenon i tetrartiron) eren indistingibles, llevat del seu pes. Va ser durant el regnat de Basili II (r. 976–1025) que el tetartèron es va començar a encunyar amb una forma més gruixuda i menuda, mentre que l'histàmenon es va fer amb una forma més prima i de diàmetre més gran. A partir del regnat de Constantí VIII (r. 1025 – 1028), es van poder diferenciar també per tenir imatges diferents. Cap a mitjan segle xi, el tetartèron mesurava 18 mm de diàmetre i el seu pes sembla que s'havia estabilitzat en 3,98 grams, tres quirats de puresa menys que l'histamenon, que llavors mesurava 25 mm de diàmetre (a diferència de l'original sòlid de 20 mm) i havia adquirit una forma lleugerament còncava (scyphate). Però a partir de Miquel IV (r. 1034–1041), que procedia d'una família de banquers de mala reputació, el contingut d'or va anar baixant. Després d'un període de relativa estabilitat (1055–1070), el percentatge d'or que contenien els nomismes va davallar dramàticament fins a entrar en el període de crisis entre el 1070 i el 1080.

## La reforma monetària d'Aleix I

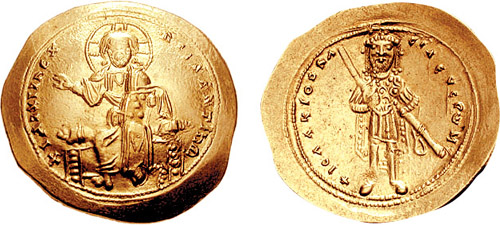
En aquesta fotografia es pot apreciar la forma còncava (scyphate) d'un histamenon de l'emperador Isaac I Comnè (r. 1057–1059).

A partir del 1092, el sistema monetari romà d'Orient es va renovar totalment i el nomisma fou substituït per una altra moneda d'or, la perpra (ὑπέρπυρον,'molt refinada') de 4,48 grams. Però el terme «nomisma» es va fer servir encara, com a paraula equivalent a moneda d'or, tingués el valor que tingués.
La perpra també va rebre el nom de bizant (d'or), que és l'abreviació del llatí Byzantius nummus, és a dir «moneda de Bizanci». Equivalia a 5 ducats o 20 dels anteriors nomismes, bé que el valor de les peces podia diferir a Xipre i a altres llocs de la Mediterrània.